# HVV Tubantia in het seizoen 1964/65
Het seizoen 1964/1965 was het 10e jaar in het bestaan van de Hengelose betaaldvoetbalclub Tubantia. De club kwam uit in de Tweede divisie A en eindigde daarin op de vijfde plaats. Tevens deed de club mee aan het toernooi om de KNVB beker, hierin werd de club in de eerste ronde uitgeschakeld door NAC (1–5).

## Wedstrijdstatistieken

### Tweede divisie A
|       | AGOVV | Cambuur | EDO   | De Graafschap | Haarlem | Heerenveen | Hilversum | PEC   | RCH   | Vitesse | Wageningen | FC Zaanstreek | ZFC   | Zwartemeer | Zwolsche Boys |
| ----- | ----- | ------- | ----- | ------------- | ------- | ---------- | --------- | ----- | ----- | ------- | ---------- | ------------- | ----- | ---------- | ------------- |
| Thuis | 2 – 4 | 2 – 2   | 3 – 1 | 1 – 0         | 1 – 6   | 1 – 1      | 3 – 0     | 3 – 0 | 2 – 3 | 1 – 1   | 3 – 0      | 3 – 2         | 1 – 1 | 2 – 2      | 2 – 0         |
| Uit   | 3 – 3 | 3 – 0   | 0 – 1 | 0 – 1         | 1 – 3   | 0 – 0      | 0 – 1     | 4 – 1 | 0 – 4 | 4 – 1   | 6 – 1      | 0 – 3         | 0 – 0 | 4 – 1      | 2 – 3         |

### KNVB beker
| 1e ronde                                | Tubantia             | 1 – 5 (0 – 2) | NAC                                                                         |
| 4 oktober 1964 Plaats: Hengelo Veldwijk | Frans Olde Riekerink |               | 13', –' Ger Saris 23' Willy van den Hurk Jacques Visschers 89' Ad Graaumans |

## Statistieken Tubantia 1964/1965

### Eindstand Tubantia in de Nederlandse Tweede divisie A 1964 / 1965
| Stand | Gespeeld | Gewonnen | Gelijk | Verloren | Punten | Doelpunten voor | Doelpunten tegen |
| ----- | -------- | -------- | ------ | -------- | ------ | --------------- | ---------------- |
| 5e    | 30       | 14       | 8      | 8        | 36     | 53              | 50               |

### Topscorers
| #              | Naam                          | Goal |
| -------------- | ----------------------------- | ---- |
| 1.             | Bertus Strating               | 16   |
| 2.             | Frans Olde Riekerink          | 10   |
| 3.             | Jan Rompelman                 | 6    |
| 3.             | Jan Welles                    | 6    |
| 5.             | Rinus Paskamp                 | 5    |
| 6.             | Jan Verdriet                  | 4    |
| 7.             | Frits Huiskes                 | 3    |
| 8.             | Henk ten Brink                | 1    |
| Eigen doelpunt |                               |      |
| –              | Folly van Dam (Zwolsche Boys) | 1    |
| Totaal         | Totaal                        | 53   |

| #      | Naam                 | Goal |
| ------ | -------------------- | ---- |
| 1.     | Frans Olde Riekerink | 1    |
| Totaal | Totaal               | 1    |